# Dyskografia Ski Mask the Slump Goda
Amerykański raper Ski Mask the Slump God wydał dwa albumy studyjne, cztery mixtape’y, pięć kolaboracyjnych mixtape’ów, cztery EP i 17 singli (w tym siedem jako główny artysta). Debiutancki album studyjny Ski Maska, Stokeley, został wydany 30 listopada 2018 roku przez Republic Records i zadebiutował na liście Billboard 200 na miejscu szóstym. Pokrył się też platynową płytą. Jego drugi album studyjny  11th Dimension uplasował się na 55. miejscu na liście Billboard 200.

## Albumy

### Studyjne albumy
| Tytuł          | Informacje                                                                                          | Pozycja na liście | Pozycja na liście | Pozycja na liście | Pozycja na liście | Pozycja na liście | Pozycja na liście | Pozycja na liście | Pozycja na liście | Pozycja na liście | Pozycja na liście |
| Tytuł          | Informacje                                                                                          | USA               | USA R&B/HH        | USA Rap           | AUS               | KAN               | IRL               | NOR               | NZ                | SWE               | UK                |
| -------------- | --------------------------------------------------------------------------------------------------- | ----------------- | ----------------- | ----------------- | ----------------- | ----------------- | ----------------- | ----------------- | ----------------- | ----------------- | ----------------- |
| Stokeley       | - Wydany: 30 listopada 2018 - Wytwórnia: Victor Victor, Republic - Format: CD, LP, digital download | 6                 | 4                 | 4                 | 35                | 11                | 38                | 13                | 24                | 24                | 64                |
| 11th Dimension | - Wydany: 7 czerwca 2024 - Wytwórnia: Victor Victor, Republic - Format: Digital download, streaming | 55                | 15                | 11                | —                 | 100               | —                 | —                 | —                 | —                 | —                 |

## Mixtape’y
| Tytuł                  | Informacje                                                                                | Pozycja na liście | Pozycja na liście | Pozycja na liście | Pozycja na liście |
| Tytuł                  | Informacje                                                                                | USA               | USA R&B/HH        | USA Rap           | KAN               |
| ---------------------- | ----------------------------------------------------------------------------------------- | ----------------- | ----------------- | ----------------- | ----------------- |
| Drown in Designer      | - Wydany: 16 maja 2016 - Wytwórnia: brak - Format: Digital download                       | —                 | —                 | —                 | —                 |
| You Will Regret        | - Wydany: 28 czerwca 2017 - Wytwórnia: Victor Victor, Republic - Format: Digital download | 195               | —                 | —                 | —                 |
| Beware the Book of Eli | - Wydany: 11 maja 2018 - Wytwórnia: Victor Victor, Republic - Format: Digital download    | 50                | 28                | 24                | 94                |
| Sin City The Mixtape   | - Wydany: 25 czerwca 2021 - Wytwórnia: Victor Victor, Republic - Format: Digital download | 39                | 20                | 17                | 84                |

### Kolaboracyjne mixtape’y
| Tytuł                                 | Informacje                                                                                   | Pozycja na liście | Pozycja na liście | Pozycja na liście | Pozycja na liście |
| Tytuł                                 | Informacje                                                                                   | USA               | USA R&B/HH        | KAN               | NZ                |
| ------------------------------------- | -------------------------------------------------------------------------------------------- | ----------------- | ----------------- | ----------------- | ----------------- |
| The Nobodys (z XXXTentacion i YXXXNZ) | - Wydany: 2015 - Wytwórnia: brak - Format: Digital download                                  | —                 | —                 | —                 | —                 |
| Members Only, Vol. 1 (z XXXTentacion) | - Wydany: 20 kwietnia 2015 - Wytwórnia:brak - Format: Digital download                       | —                 | —                 | —                 | —                 |
| Members Only, Vol. 2 (z Members Only) | - Wydany: 23 października 2015 - Wytwórnia: brak - Format: Digital download                  | —                 | —                 | —                 | —                 |
| Members Only, Vol. 3 (z Members Only) | - Wydany: 26 czerwca 2017 - Wytwórnia: brak - Format: Digital download                       | —                 | —                 | —                 | —                 |
| Members Only, Vol. 4 (z Members Only) | - Wydany: 23 stycznia 2019 - Wytwórnia: Bad Vibes Forever, Empire - Format: Digital download | 18                | 11                | 15                | 29                |

### EP
| Tytuł                                     | Informacje                                                                                 |
| ----------------------------------------- | ------------------------------------------------------------------------------------------ |
| Cruel World                               | - Wydana: 24 lutego 2015 - Wytwórnia: brak - Format: Digital download                      |
| Very Rare Lost Files                      | - Wydana: 16 czerwca 2016 - Wytwórnia: brak - Format: Digital download                     |
| Slaps for My Drop Top Minivan             | - Wydana: 14 lipca 2016 - Wytwórnia: brak - Format: Digital download                       |
| Get Dough Presents Ski Mask the Slump God | - Wydana: 31 maja 2018 - Wytwórnia: Get Dough - Format: Digital download                   |
| Bury All Defeated (wraz z iLL Chris)      | - Wydana: 6 czerwca 2018 - Wytwórnia: brak - Format: Digital download                      |
| Archives                                  | - Wydana: 10 sierpnia 2018 - Wytwórnia: Get Dough - Format: Digital download               |
| STOKELEY: The Party Cuts                  | - Wydana: 9 kwietnia 2021 - Wytwórnia: Victor Victor, Republic - Format: Digital download  |
| STOKELEY: The Lawless Cuts                | - Wydana: 23 kwietnia 2021 - Wytwórnia: Victor Victor, Republic - Format: Digital download |

## Single

### Jako główny artysta
| Tytuł                                                  | Rok  | Pozycje na listach | Pozycje na listach | Pozycje na listach | Pozycje na listach | Certyfikaty                                         | Album                               |  |
| Tytuł                                                  | Rok  | USA                | USAR&B/HH          | KAN                | NZHot              | Certyfikaty                                         | Album                               |  |
| ------------------------------------------------------ | ---- | ------------------ | ------------------ | ------------------ | ------------------ | --------------------------------------------------- | ----------------------------------- |  |
| "Life Is Short"                                        | 2016 | —                  | —                  | —                  | —                  |                                                     | Very Rare Lost Files                |  |
| "BabyWipe"                                             | 2017 | —                  | —                  | —                  | —                  | - RIAA: Platyna - RMNZ: Złoto                       | You Will Regret                     |  |
| "Take a Step Back" (feat. XXXTentacion)                | 2017 | —                  | —                  | —                  | —                  | - RIAA: 2× Platyna                                  | Drown in Designer i You Will Regret |  |
| "Catch Me Outside"                                     | 2017 | —                  | —                  | —                  | —                  | - RIAA: Platyna - RMNZ: Platyna                     | You Will Regret                     |  |
| "Achoo" (z Keith Ape)                                  | 2017 | —                  | —                  | —                  | —                  |                                                     |                                     |  |
| "Flo Rida" (z Higher Brothers)                         | 2017 | —                  | —                  | —                  | —                  |                                                     | Journey to the West                 |  |
| "DoIHaveTheSause?"                                     | 2018 | —                  | —                  | —                  | —                  |                                                     | Beware the Book of Eli              |  |
| "Faucet Failure"                                       | 2019 | 87                 | 35                 | 55                 | 12                 | - RIAA: 3× Platyna - BPI: Srebro - RMNZ: 2× Platyna | Stokeley                            |  |
| "Carbonated Water"                                     | 2019 | —                  | —                  | —                  | 21                 |                                                     |                                     |  |
| "Burn the Hoods"                                       | 2020 | —                  | —                  | —                  | 24                 |                                                     |                                     |  |
| "New Bugatti" (z Lil Gnar i Chief Keef oraz DJ Scheme) | 2021 | —                  | —                  | —                  | 38                 |                                                     | Die Bout It                         |  |
| "Ooga Booga!"                                          | 2022 | —                  | —                  | —                  | 26                 |                                                     |                                     |  |
| "Cowbell Warriors!" ( z SXMPRA)                        | 2023 | —                  | —                  | —                  | 25                 |                                                     |                                     |  |
| "Shibuya"                                              | 2024 | —                  | —                  | —                  | 33                 |                                                     | 11th Dimension                      |  |
| "Headrush"                                             | 2024 | —                  | —                  | —                  | —                  |                                                     | 11th Dimension                      |  |

### Jako wykonawca gościnny
| Tytuł | Rok  | Pozycje na listach | Pozycje na listach | Pozycje na listach | Album                       |
| Tytuł | Rok  | USA                | USA R&B/HH         | KAN                | Album                       |
| --- | ---- | ------------------ | ------------------ | ------------------ | --------------------------- |
| "What in XXXTarnation" (XXXTentacion feat. Ski Mask the Slump God)                                                           | 2017 | —                  | —                  | —                  | Members Only, Vol. 3        |
| "Cheat Codes" (Bass Santana feat. Luxi Savage and Ski Mask the Slump God)                                                    | 2017 | —                  | —                  | —                  | —                           |
| "Up Next" (16yrold feat. Desiigner i Ski Mask the Slump God)                                                                 | 2017 | —                  | —                  | —                  | —                           |
| "Heebie Jeebies" (Splash Zanotti feat. Ski Mask the Slump God i Dirty Faced Smook)                                           | 2017 | —                  | —                  | —                  | —                           |
| "Heavy" (iLL Chris feat. Ski Mask the Slump God)                                                                             | 2018 | —                  | —                  | —                  | —                           |
| "Costa Rica" (Dreamville feat. Bas, JID, Guapdad 4000, Reese Laflare, Jace, Mez, Smokepurpp, Buddy i Ski Mask the Slump God) | 2019 | 75                 | 30                 | 71                 | Revenge of the Dreamers III |
| "Soda" (DJ Scheme feat. Cordae, Ski Mask the Slump God i Take a Daytrip)                                                     | 2020 | —                  | —                  | —                  | Family                      |

## Inne notowane utwory
| Tytuł                          | Rok  | Pozycje na listach | Pozycje na listach | Pozycje na listach | Pozycje na listach | Certyfikat                                       | Album                |
| Tytuł                          | Rok  | USA                | USA R&B/ HH        | KAN                | NZ Hot             | Certyfikat                                       | Album                |
| ------------------------------ | ---- | ------------------ | ------------------ | ------------------ | ------------------ | ------------------------------------------------ | -------------------- |
| "Nuketown" (feat. Juice Wrld)  | 2018 | 63                 | 32                 | 81                 | 10                 | - RIAA: 2× Platyna - BPI: Srebro - RMNZ: Platyna | Stokeley             |
| "Foot Fungus"                  | 2018 | 81                 | 45                 | 72                 | 8                  | - RIAA: Platyna - RMNZ: Platyna                  | Stokeley             |
| "Unbothered"                   | 2018 | —                  | —                  | —                  | 18                 | - RIAA: Platyna - RMNZ: Złoto                    | Stokeley             |
| "Dr. Suess"                    | 2021 | —                  | —                  | —                  | 28                 |                                                  | Sin City the Mixtape |
| "Admit It"                     | 2021 | —                  | —                  | —                  | 18                 |                                                  | Sin City the Mixtape |
| "The Matrix"                   | 2021 | —                  | —                  | —                  | 20                 |                                                  | Sin City the Mixtape |
| "Merlin's Staff"               | 2021 | —                  | —                  | —                  | 40                 |                                                  | Sin City the Mixtape |
| "Demon Time" (z Trippie Redd)  | 2021 | 94                 | 36                 | —                  | —                  |                                                  | Trip at Knight       |
| "Monsters Inc." (feat. Future) | 2024 | —                  | —                  | —                  | 40                 |                                                  | 11th Dimension       |
| "Wake Up!" (feat. Juice Wrld)  | 2024 | —                  | —                  | —                  | 29                 |                                                  | 11th Dimension       |